# Geophila repens
Espèce
Synonymes
selon tropicos :
- Carinta herbacea (Jacq.) W. Wight
- Carinta repens (L.) L.B. Sm. & Downs
- Carinta repens (L.) Bremek.
- Carinta repens var. americana Bremek.
- Carinta repens (L.) L.B. Sm. & Downs var. repens
- Cephaelis reniformis Kunth
- Geocardia cordata (Miq.) Standl.
- Geocardia herbacea Standl.
- Geocardia macrocarpa Standl.
- Geocardia repens (L.) Baker f.
- Geophila cordata Miq.
- Geophila cordata Bello
- Geophila gracilis (Ruiz & Pav.) DC.
- Geophila herbacea K. Schum.
- Geophila herbacea Morong
- Geophila herbacea var. minor (Müll. Arg.) Chodat & Hassl.
- Geophila hydrocotyloides Zipp. ex Span.
- Geophila reniformis D. Don
- Geophila reniformis (Kunth) Cham. & Schltdl.
- Geophila reniformis var. americana Cham. & Schltdl.
- Geophila uniflora Span.
- Mapouria cordata (Miq.) Müll. Arg.
- Mapouria herbacea (Jacq.) Müll. Arg.
- Mapouria herbacea var. minor Müll. Arg.
- Mapouria macrocarpa Müll. Arg.
- Psychotria gracilis Ruiz & Pav.
- Psychotria herbacea Jacq.
- Psychotria herbacea L.
- Psychotria herbacea Sessé & Moc.
- Psychotria repens (L.) L.
- Psychotria violacea Aubl.
- Rondeletia repens L. - Basionyme
- Uragoga vellozoana Kuntze[1]

selon GBIF :
- Carinta repens (L.) Bremek.
- Carinta repens (L.) L.B.Sm. & Downs
- Carinta repens var. americana Bremek.
- Carinta repens var. repens (L.) L.B.Sm. & Downs, 1956
- Cephaelis reniformis Kunth
- Geocardia repens (L.) Bakh.f.
- Geophila granvillei Steyerm., 1984
- Geophila herbacea Morong, 1893
- Geophila reniformis (Kunth) Cham. & Schltdl.
- Geophila reniformis var. americana Cham. & Schltdl.
- Geophila violacea (Aubl.) DC.
- Mapouria herbacea var. herbacea (Jacq.) Müll.Arg., 1881
- Psychotria herbacea L.
- Psychotria repens (L.) L.
- Psychotria violacea Aubl.
- Rondeletia repens L. - Basionyme
- Uragoga reniformis (Kunth) Baill.[2]

Geophila repens est une  espèce d'herbacée tropicale, appartenant à la famille des Rubiaceae.
En Guyane, on l'appelle Suwi ka'a (Wayãpi), Igka βey (Palikur).
On l'appelle aussi Snake pennywort (anglais) à Singapour, et Oreja de Raton au Costa-Rica.

## Description
Geophila repens est une plante glabrescente.
Ses feuilles mesurent 1,2-5,5 × 1,2-5 cm avec des stipules longs de 1,5-2 mm.
Les pédoncules sont longs de 0,5-6,5 cm
Le limbe du calice mesure 2-3,5 mm de long
Le tube de la corolle est long de 7-9 mm, avec des lobes de 2-5 mm
Le fruit rouge mesure 9-10 mm de diamètre.

En 1953, Lemée en propose la description suivante de Geophila repens :

« G. violacea Dec. (Psychotria v. Aubl. non W.). Feuilles à pétiole poilu, cordées-réniformes avec lobes de la base rapprochés, obtuses, glabres fleurs en ombelles pauciflores subsessiles entre les dernières feuilles, avec bractées linéaires-lancéolées; coro11e violacée ; drupe bleue. Guy. franç. (Aublet et R. Benoist). »

— Albert Lemée, 1953.

## Répartition
Geophila repens présente une répartition pantropicale : Afrique, Madagascar, Asie et Amérique tropicale (du Mexique à l'Argentine en passant par l'Amérique centrale, les Antilles, la Colombie, le Guyana, le Suriname, la Guyane, l'Équateur, le Pérou, le Brésil, la Bolivie, et le Paraguay).

## Écologie
Geophila repens est une petite herbe rampante de la forêt secondaire, des zones rudérales ombragées des forêts de plaine à feuilles persistantes et des forêts riveraines, à 50-500 m d'altitude.

## Usages
Geophila repens fait partie de la pharmacopée polynésienne.
En Guyane, les Palikur utilisent ses fruits pour soigner des maladies de peau comme le pytiriasis.
On a isolé des sesquiterpénoïdes antibactériens de Xylaria feejeensis, un champignon endophyte de Geophila repens.
On a isolé dans Geophila repens des cyclotides, ainsi qu'un pentylcurcumene inhibiteur de la maladie d'Alzheimer,,.
L'huile essentielle de Geophila repens présente des propriétés antibactériennes. 
Geophila repens présente aussi des propriétés antioxydantes et antifongiques.
Geophila repens est employé associé à Arachis pintoi comme plante couvre-sol dans les plantations de bananes au Costa-Rica et sa sensibilité aux nématodes y a été testée.

## Protologue

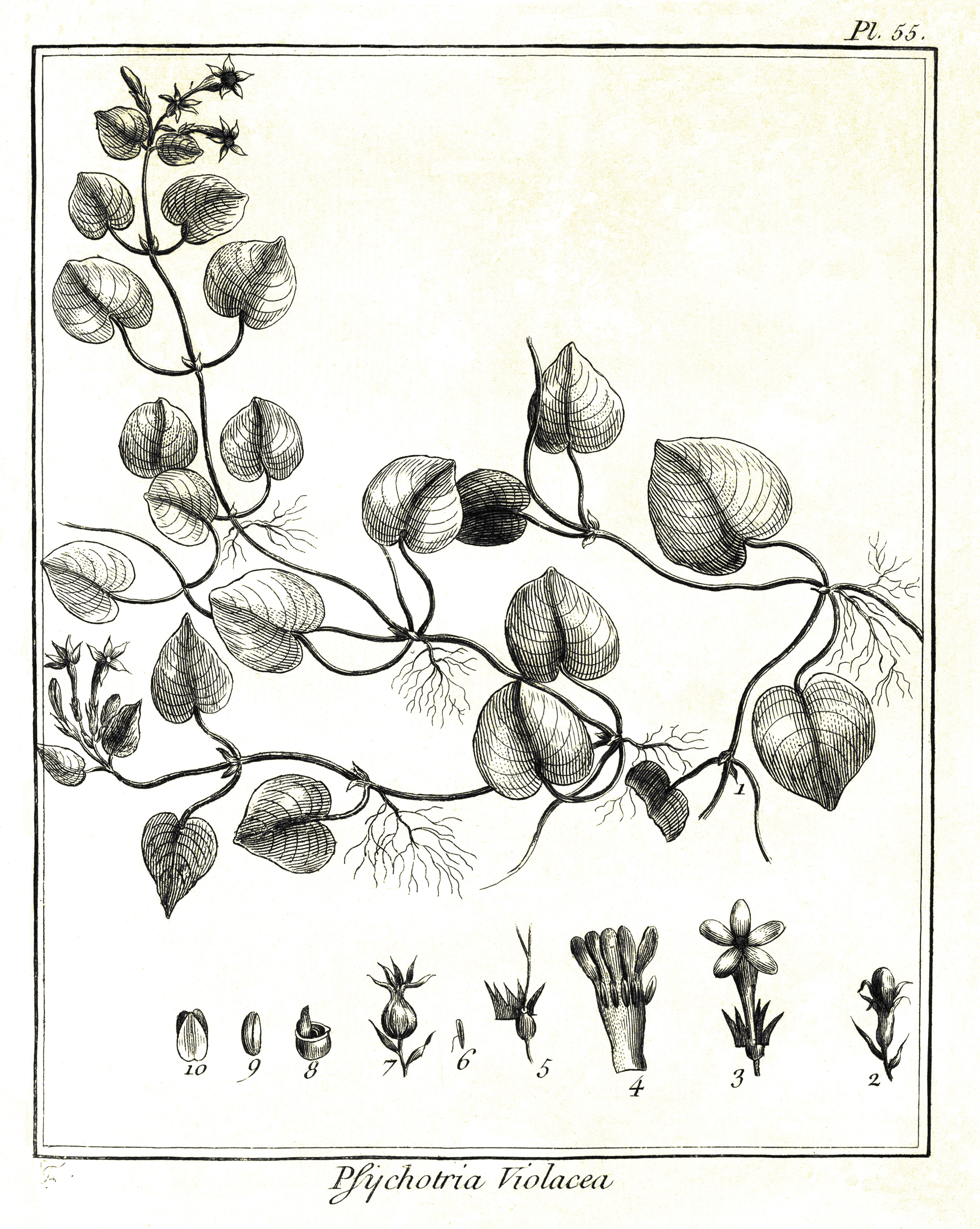
Geophila repens par Aublet (1775) :
Planche 55 - 1. Stipules. - 2. Bouton de fleur. - 3. Calice ouvert. Corolle. - 4. Corolle ouverte. Étamines. - 5. Calice ouvert. Ovaire. Diſque. Style. Stigmate. - 6. Étamine ſéparée. - 7. Baie. - 8. Baie coupée en travers. Un oſſelet. - 9. Un oſſelet ſéparé. - 10. Deux oſſelet comme réunis enſemble.

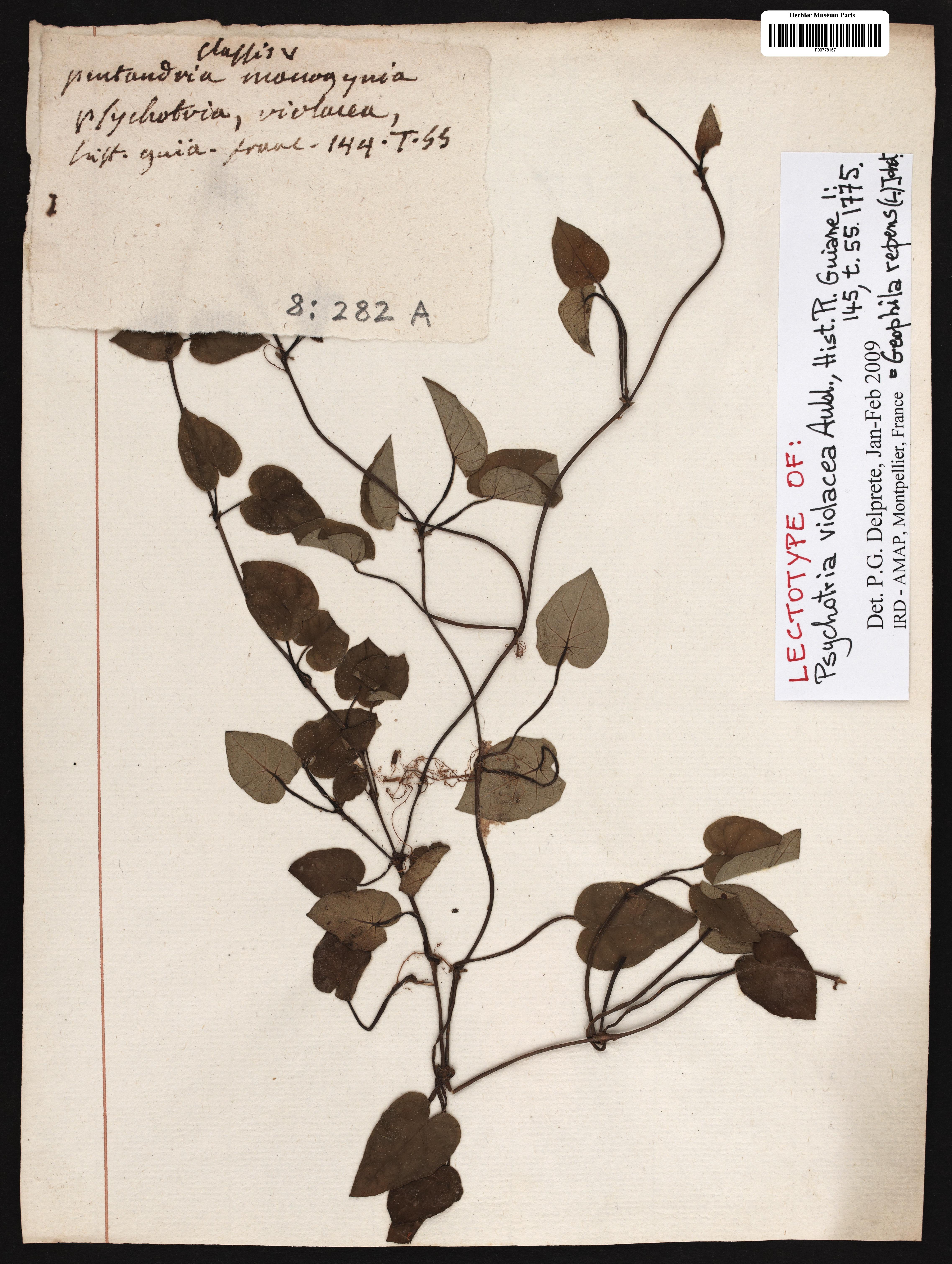
échantillon type de Psychotria violacea Aubl. (Syn. Geophila repens) collecté par Aublet en Guyane

En 1775, le botaniste Aublet en a proposé le protologue suivant sous le nom de Psychotria violacea : 

« 1. PSYCHOTRIA (violacea) repens ; foliis cordatis, petiolatis; floribus cimoſis, fructu violaceo. (TABULA 55.)
Planta humillima, terræ affixa, caulibus & ramis hinc & indè expanſis, nodoſis, ad ſingulos nodos radices capillaceas emittentibus.
Folia cordata, ſubrotunda, oppoſita, glabra, intra baſim petiolorum. Flores terminales, bini, terni, quaterni, pedunculati, pedunculis longis, ad baſim ſquamoſis.
Corolla & bacca violacea.
Floret & fructum ſert variis anni temporibus.
Habitat in ſylvis Caiennæ & Guianæ.

LA PSICOTRE violette. (Planche 55.)
Cette plante répand ſur la terre des rameaux grêles, noueux; dont les nœuds jettent des racines menues & chevelues, & deux feuilles oppoſées, garnies à leur baſe d'une petite stipule intermédiaire. On a repréſenté dans la figure, leur forme & leur grandeur naturelle. Elles ſont vertes en deſſus & plus pales en deſſous.
Les fleurs naiſſent à l'extrémité des rameaux, entre de petites lames que l'on prendroit pour des ſtipules. Le nombre des fleurs eſt de trois pour l'ordinaire. Leur calice eſt d'une ſeule pièce, arrondi à ſa baſe, étranglé un peu au deſſous de ſon limbe, qui eſt diviſé en cinq parties longues, étroites & aiguës.
La corolle eſt d'une ſeule pièce régulière. C'eſt un tube emboîté autour d'un diſque qui couronne l'ovaire. Ce tube eſt long, renflé à ſa partie ſupérieure qui ſe partage en cinq lobes arrondis. Son orifice eſt garni de poils bleuâtres. Sa couleur eſt violette.
Les étamines ſont au nombre de cinq, rangées ſur la paroi interne du tube de la corolle, au deſſous de ſes diviſions. Leurs filets ſont courts, & portent chacun une anthère longue, laquelle eſt attachée a la partie moyenne & extérieure.
Le piſtil eſt un ovaire qui fait corps avec le calice, & eſt couronné d'un diſque, du centre duquel s'élève un style grêle, violet, terminé par un long stigmate à deux lobes longs & étroits.
L'ovaire devient une baie, dont l'écorce charnue, de couleur bleue, couvre deux coques qui ſe ſéparent & qui renferment chacune une semence de ſubſtance cornée, convexe d'un côté & applatie de l'autre. Cette baie eſt couronnée par les diviſions du calice.
J'ai trouvé cette plante dans les bois humides de Caïenne & de la Guiane. Elle eſt preſque toujours en fleur ou en fruit. »

— Fusée-Aublet, 1775.

## Galerie

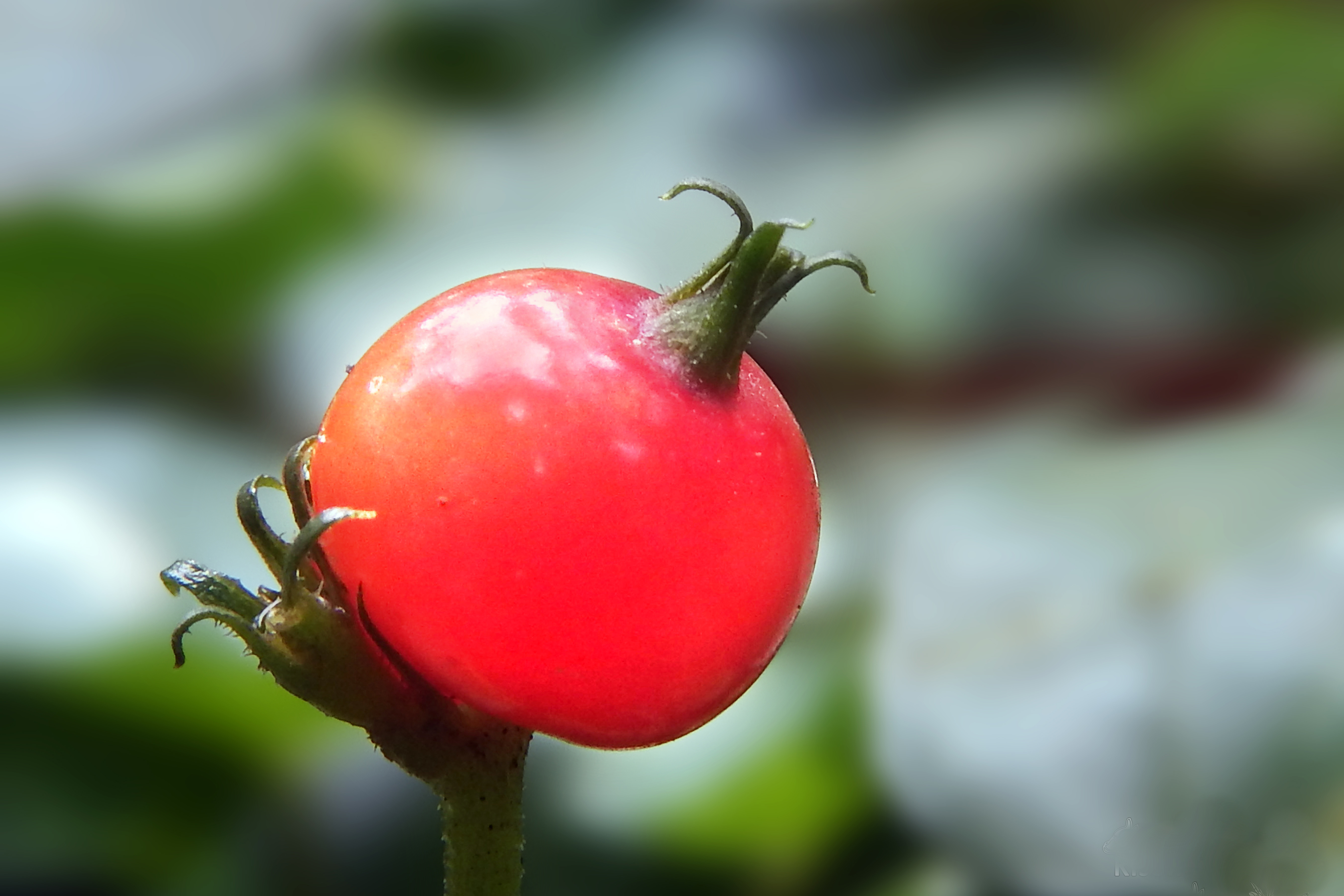
fruit
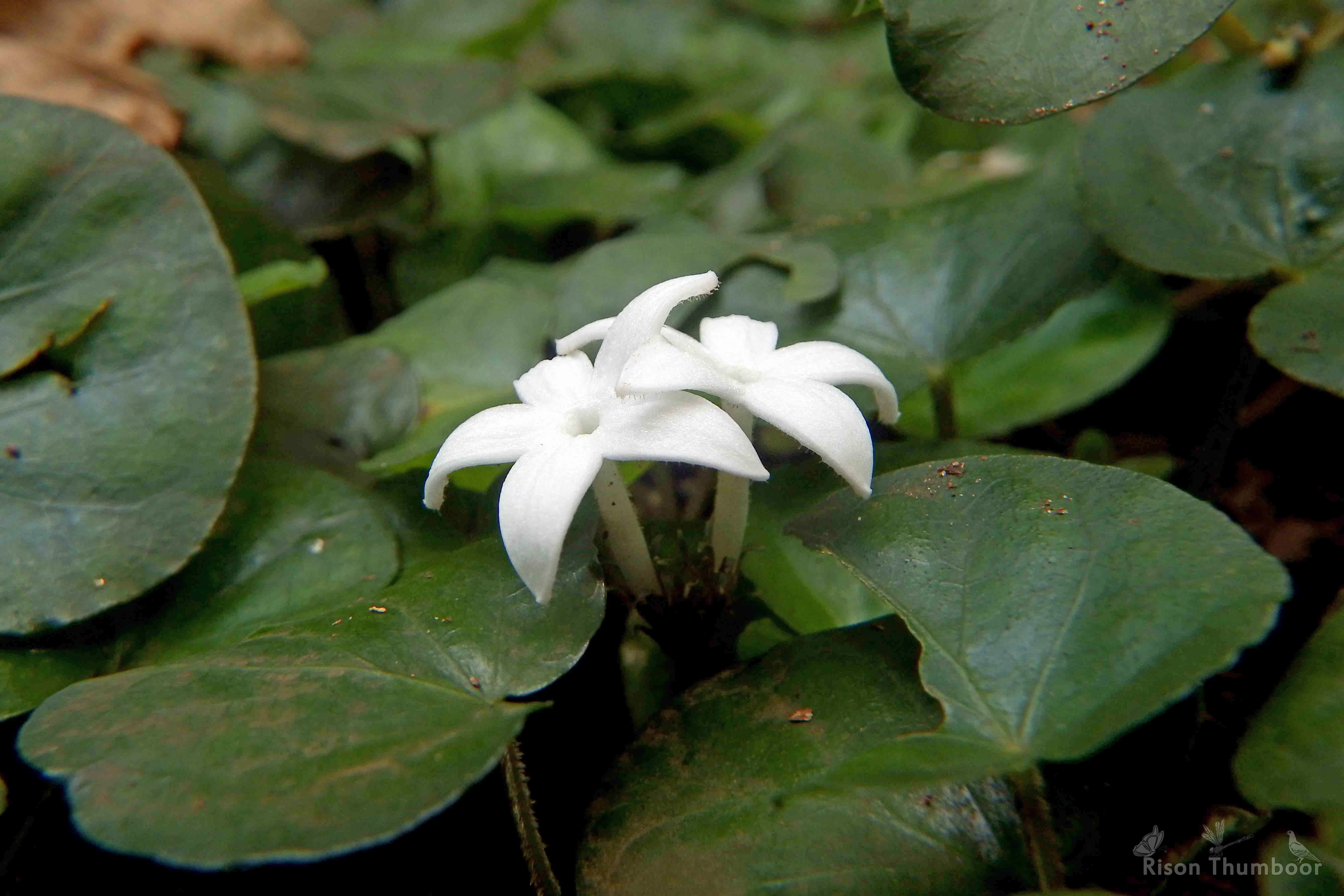
fleur
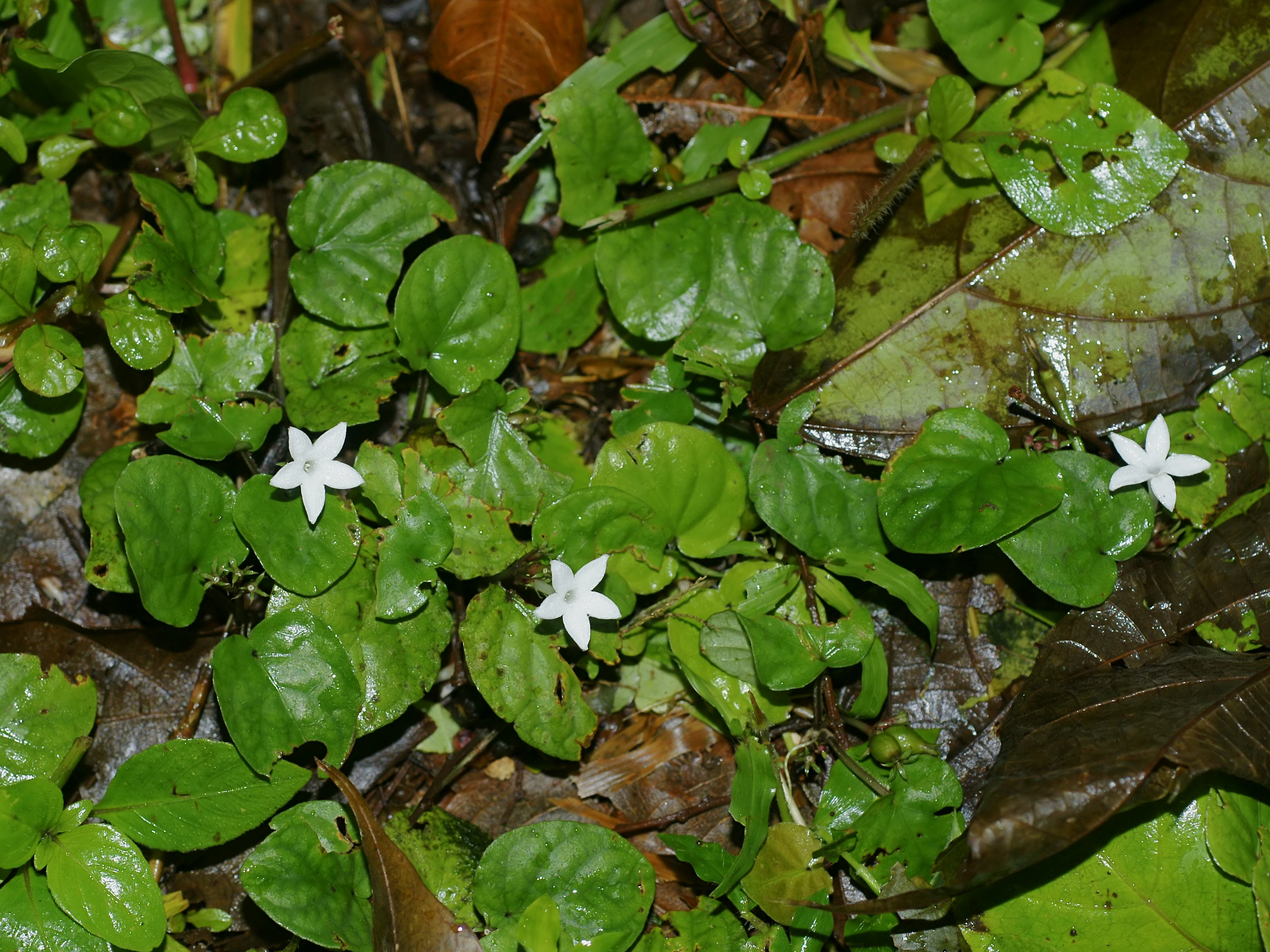
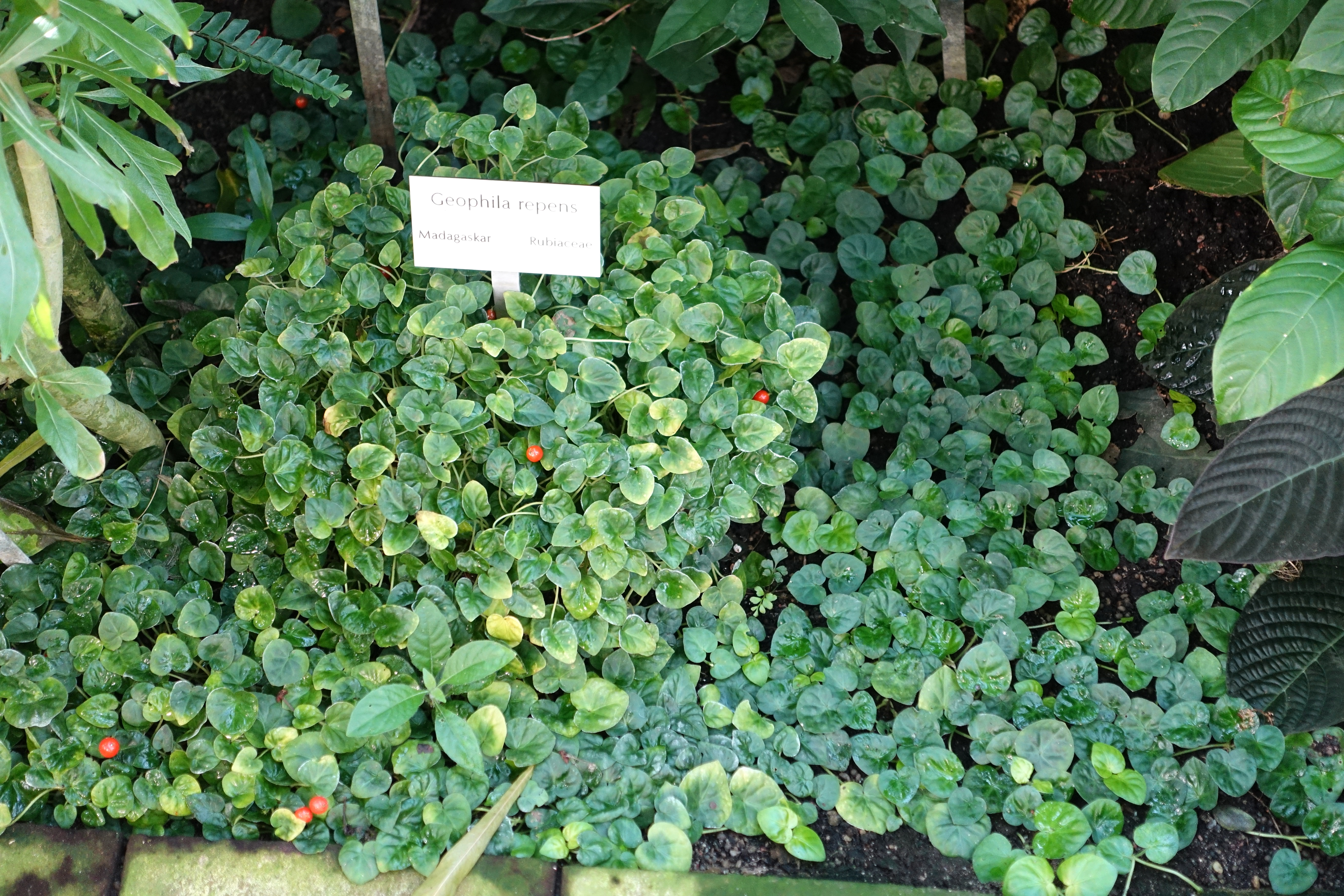
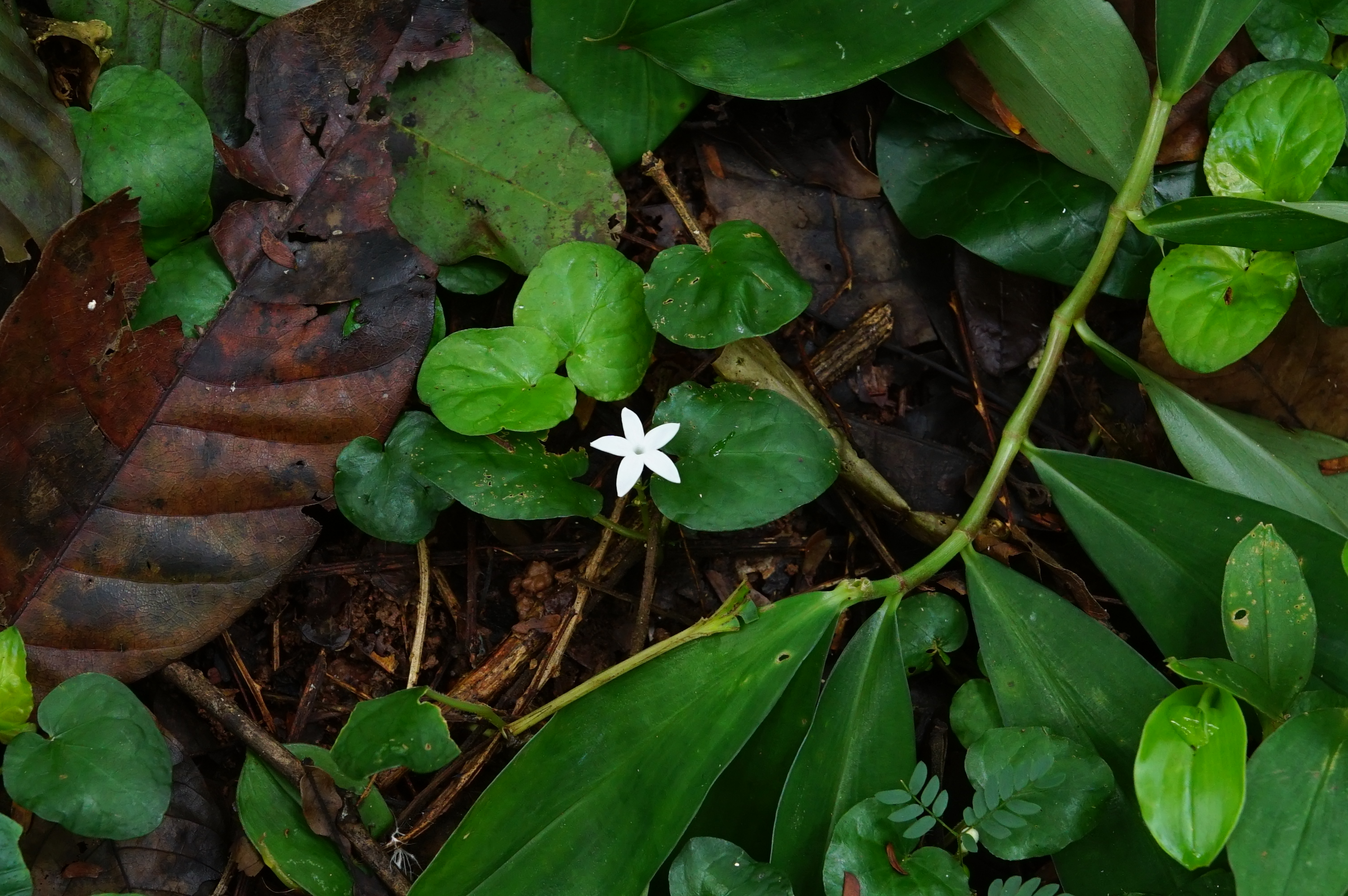
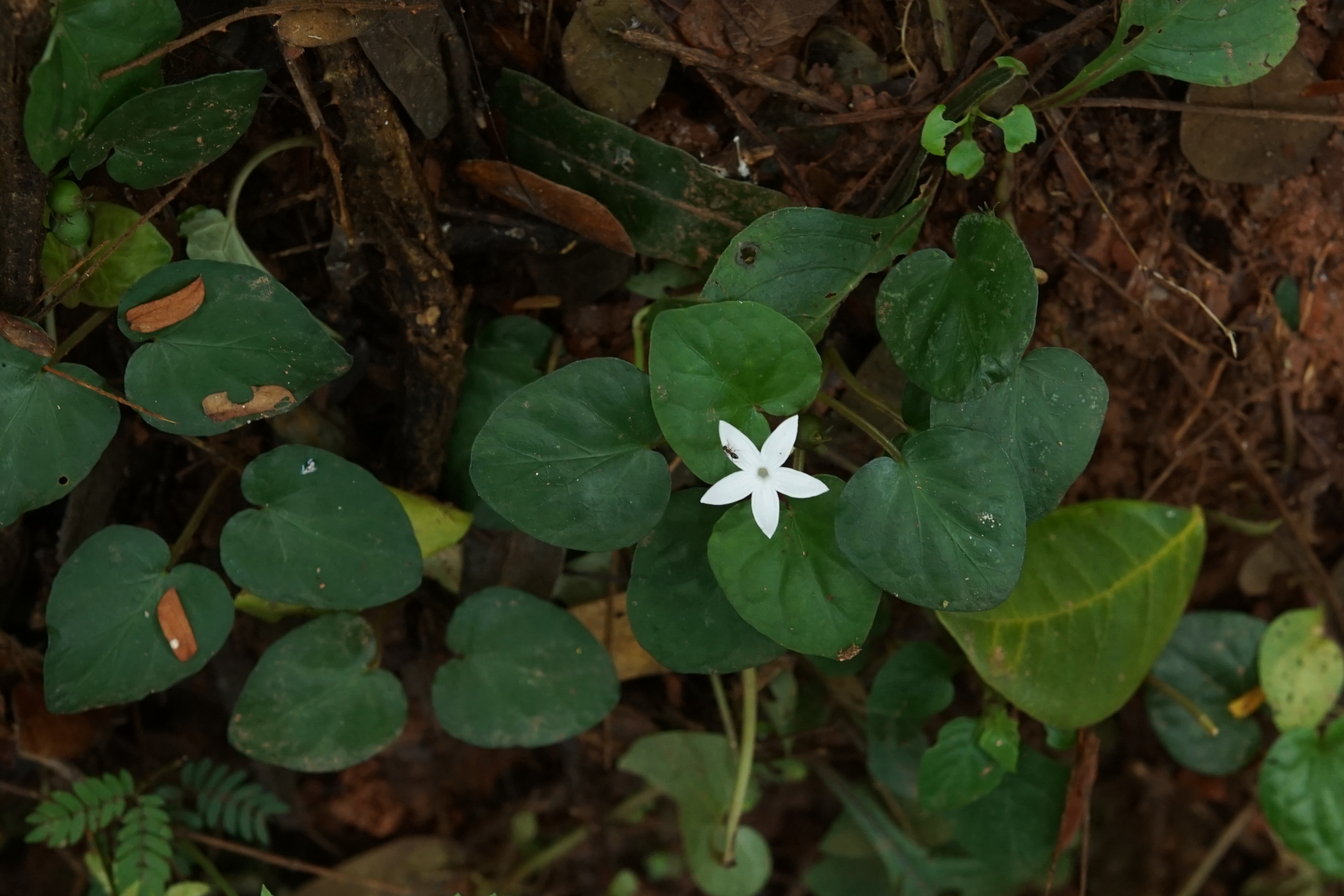
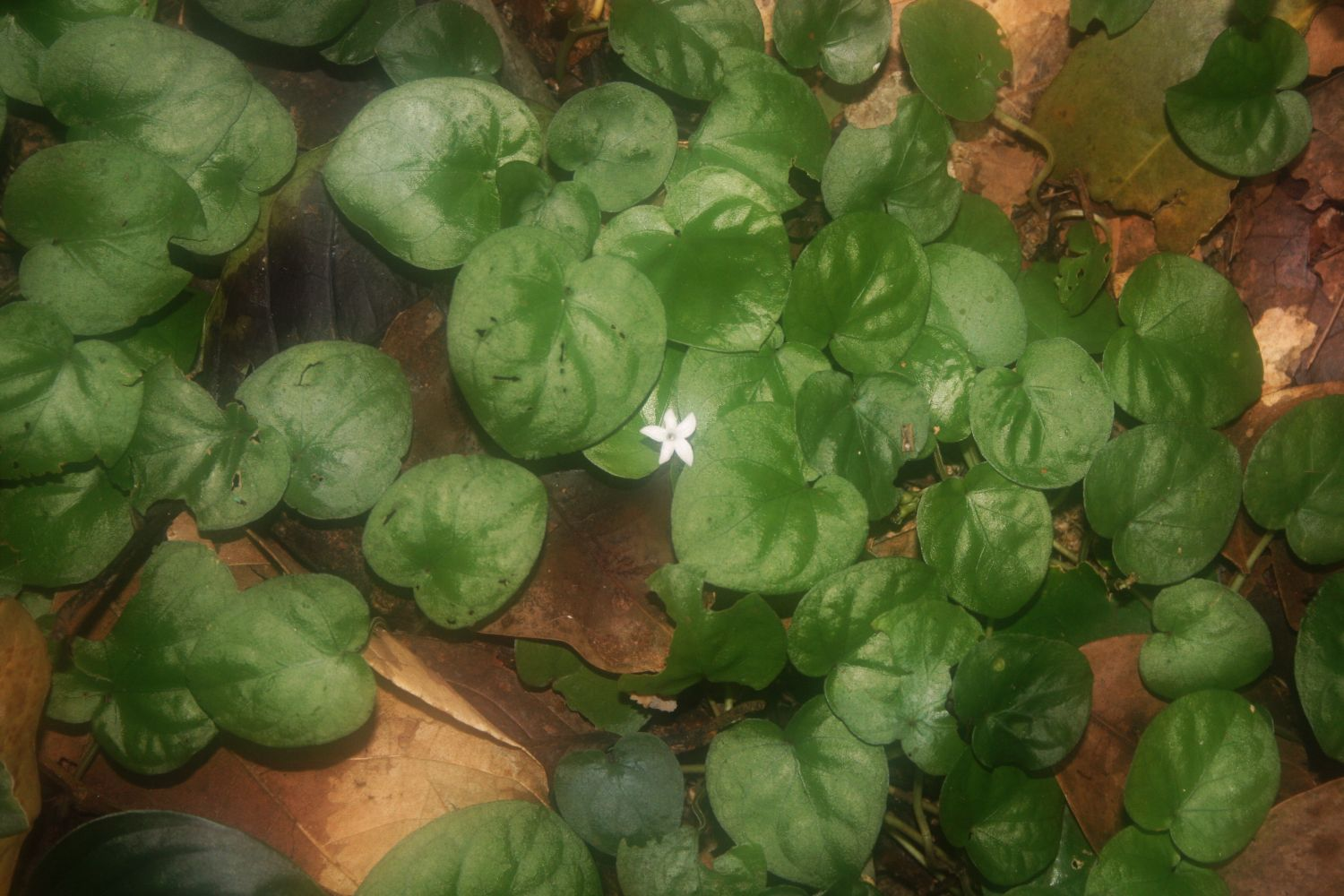
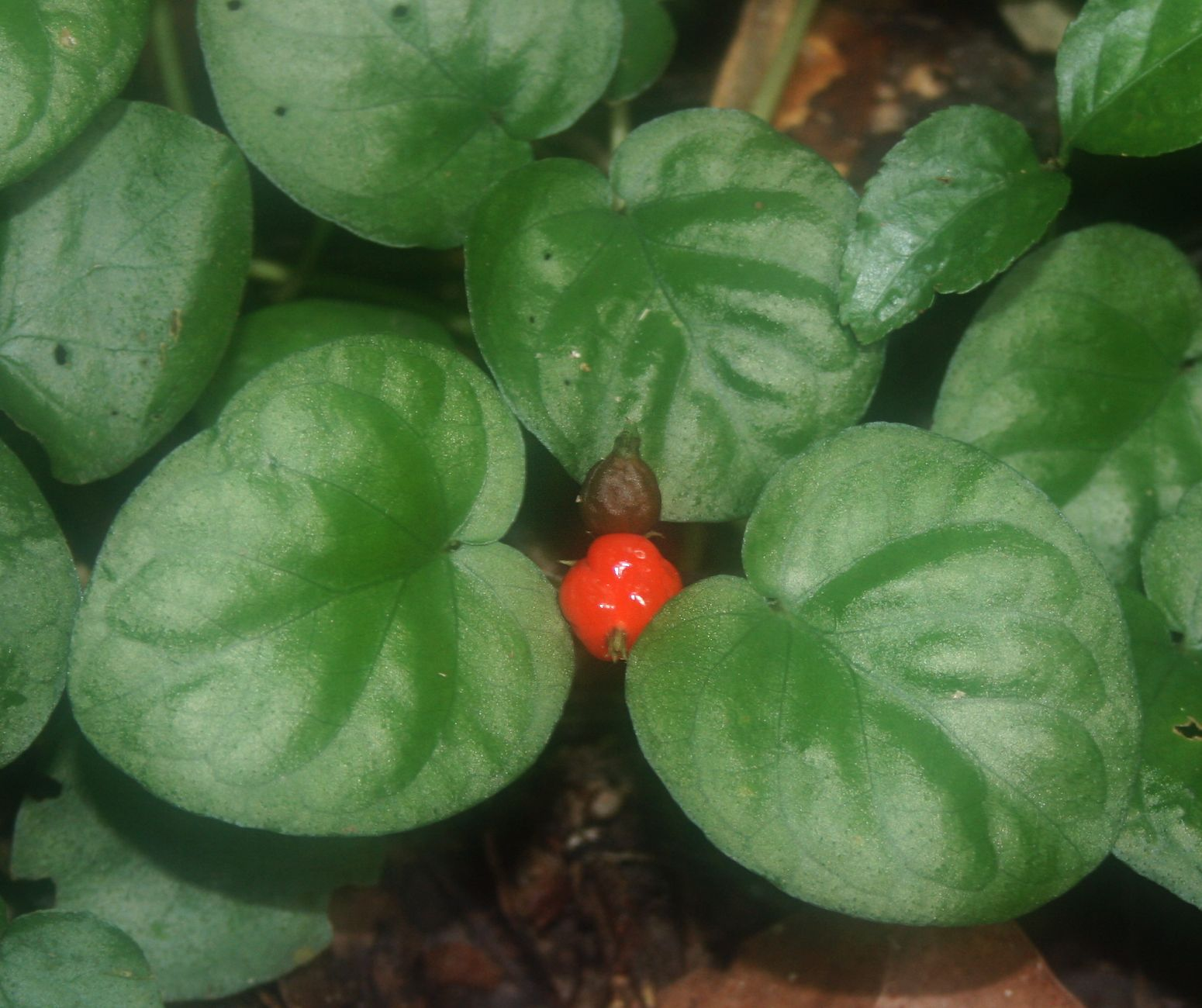
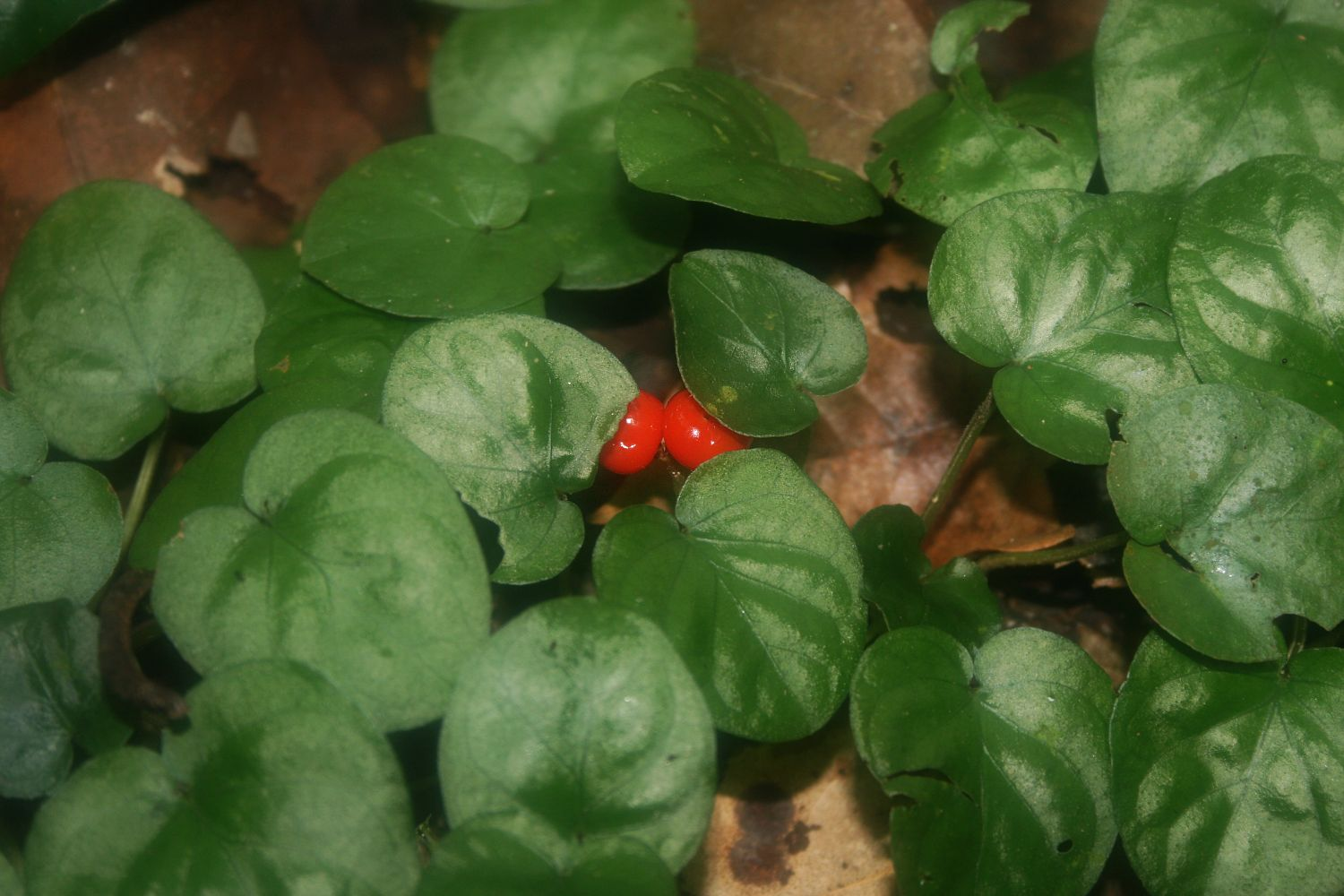
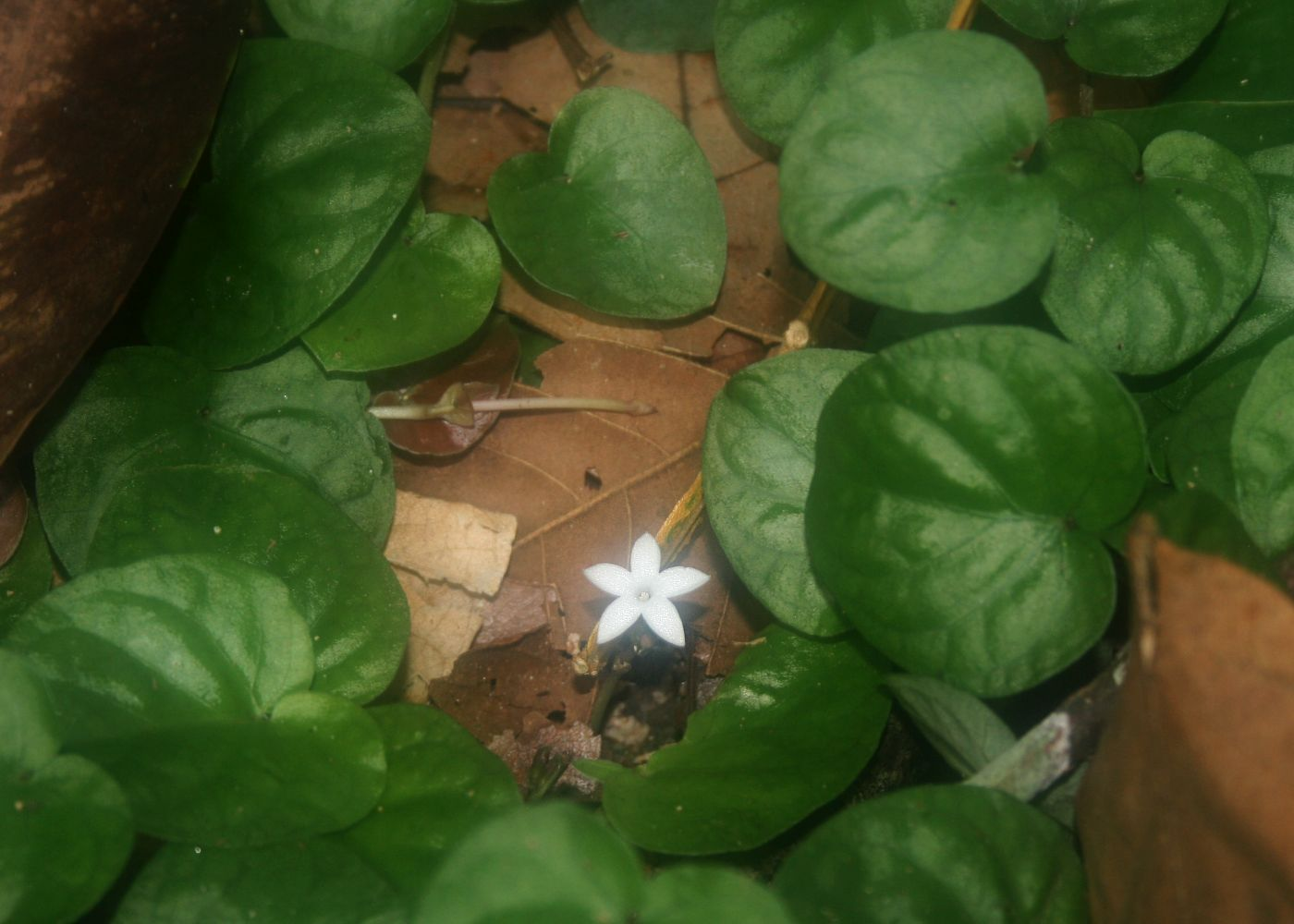
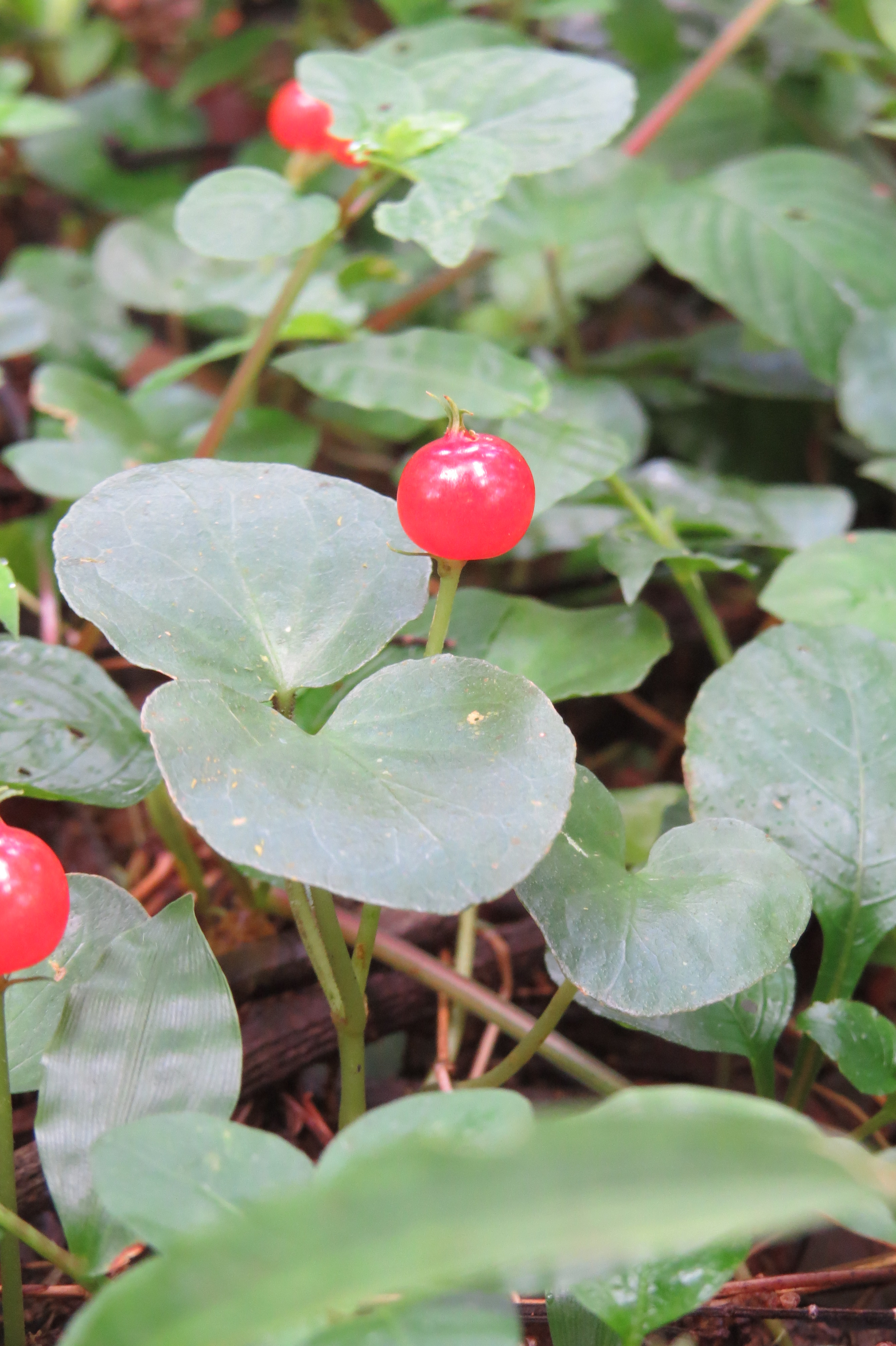
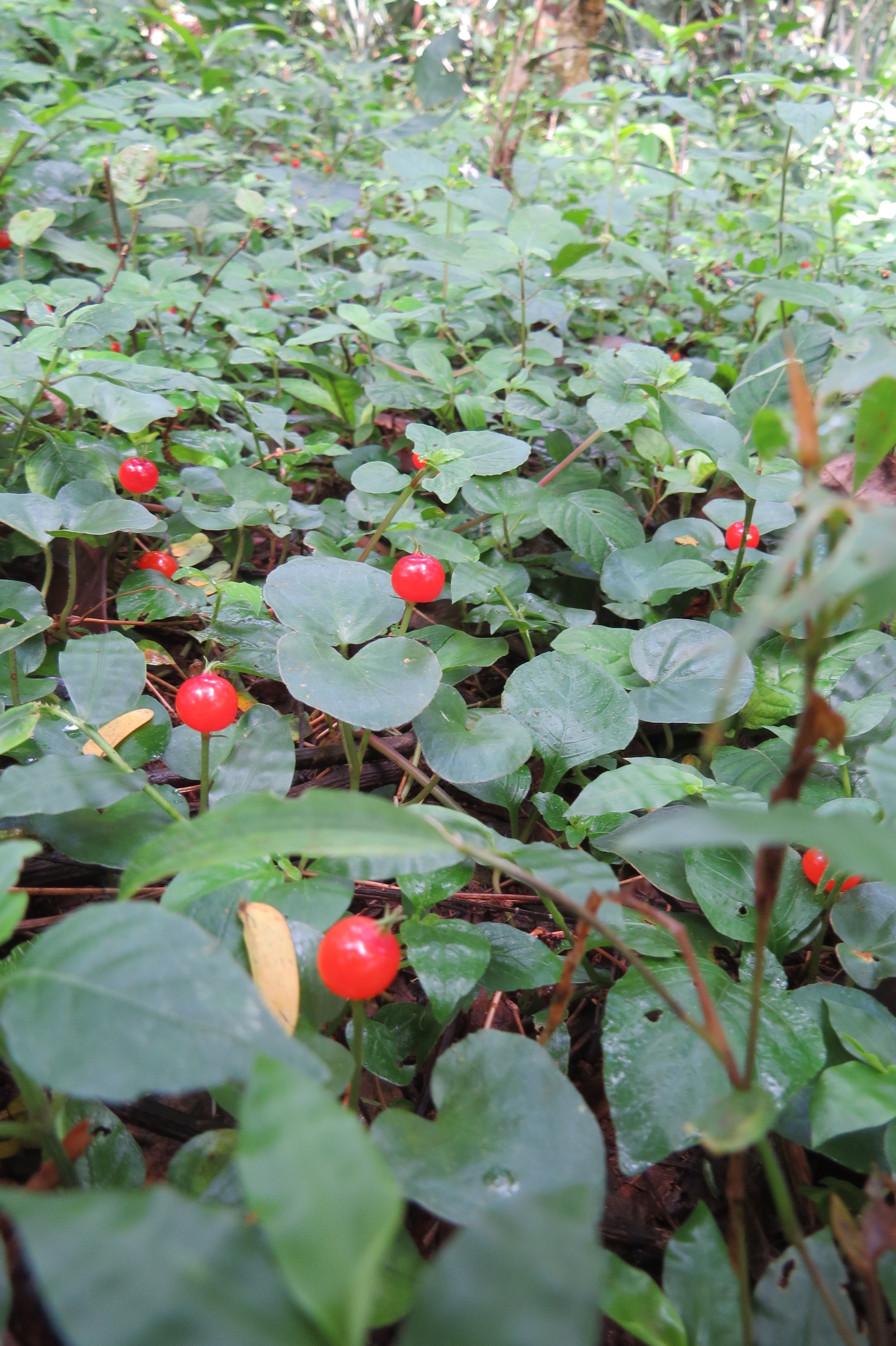
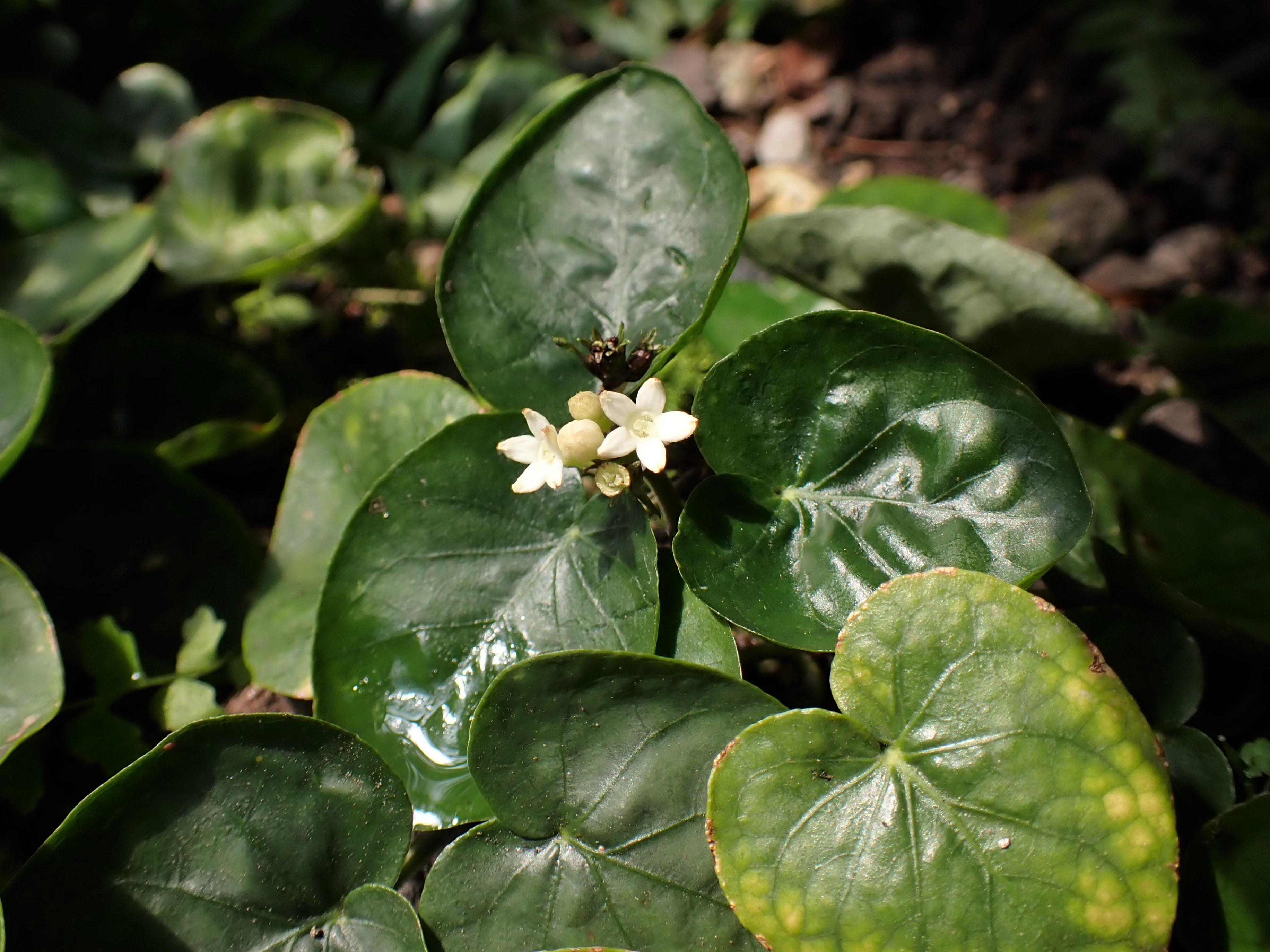
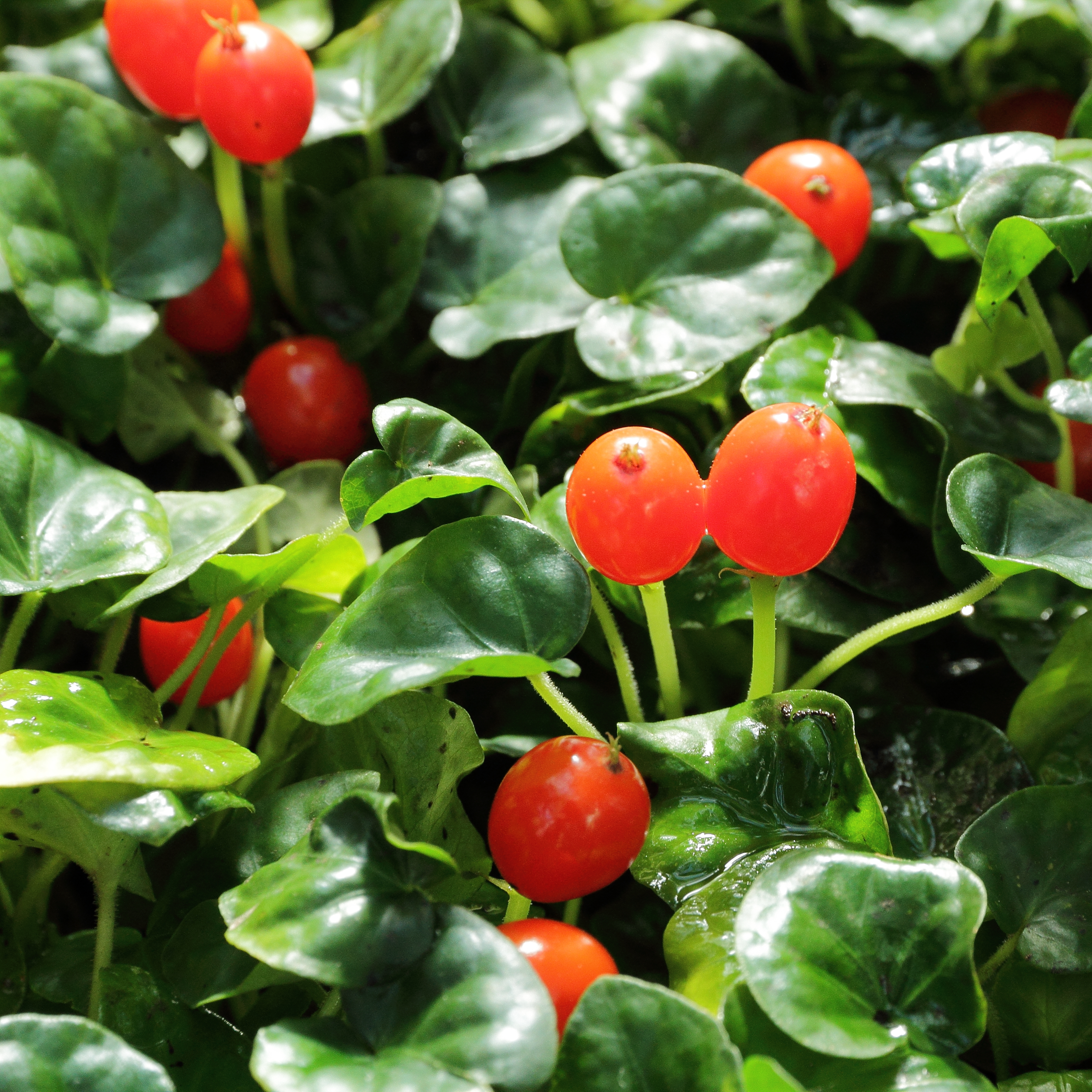
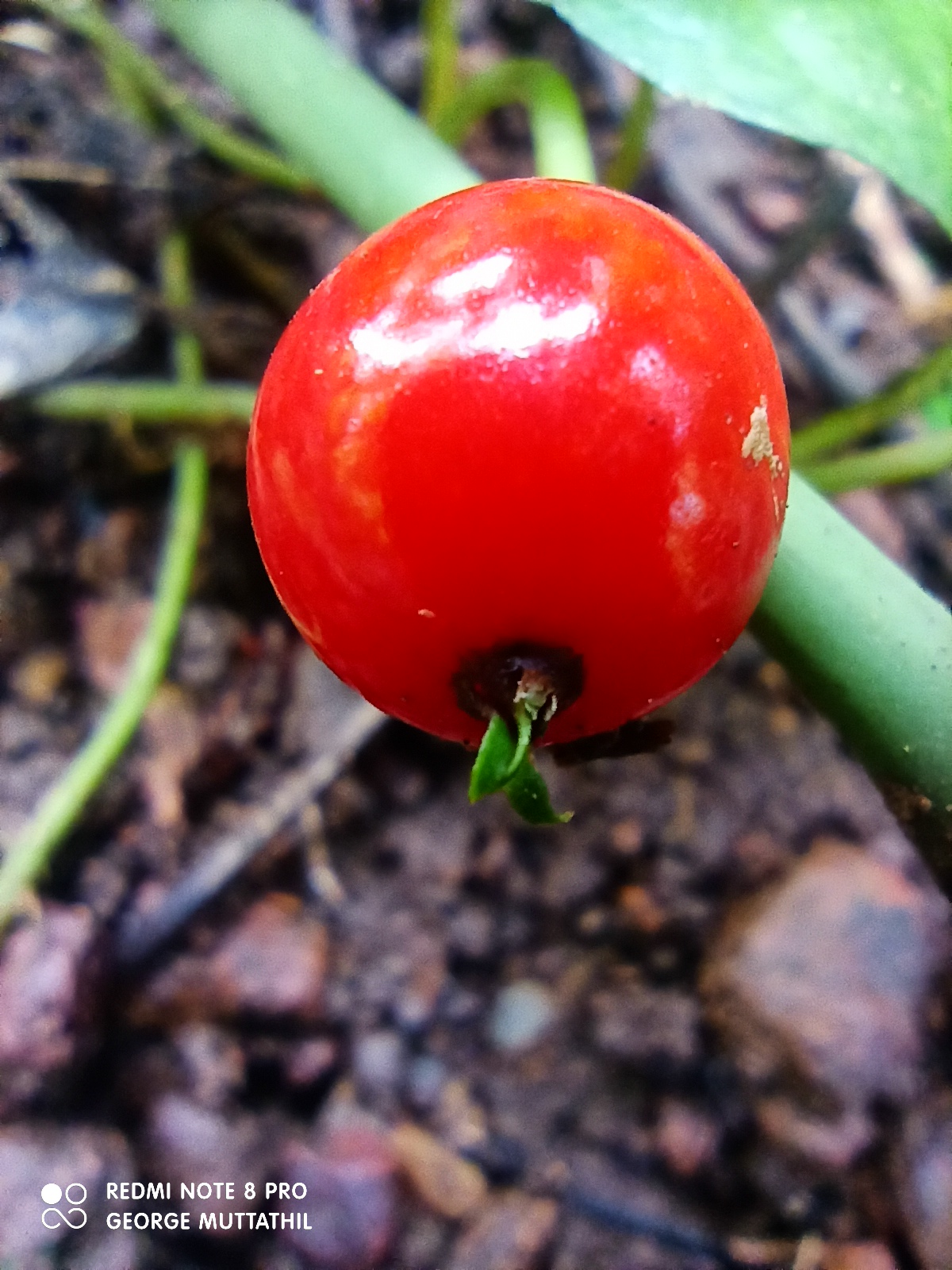
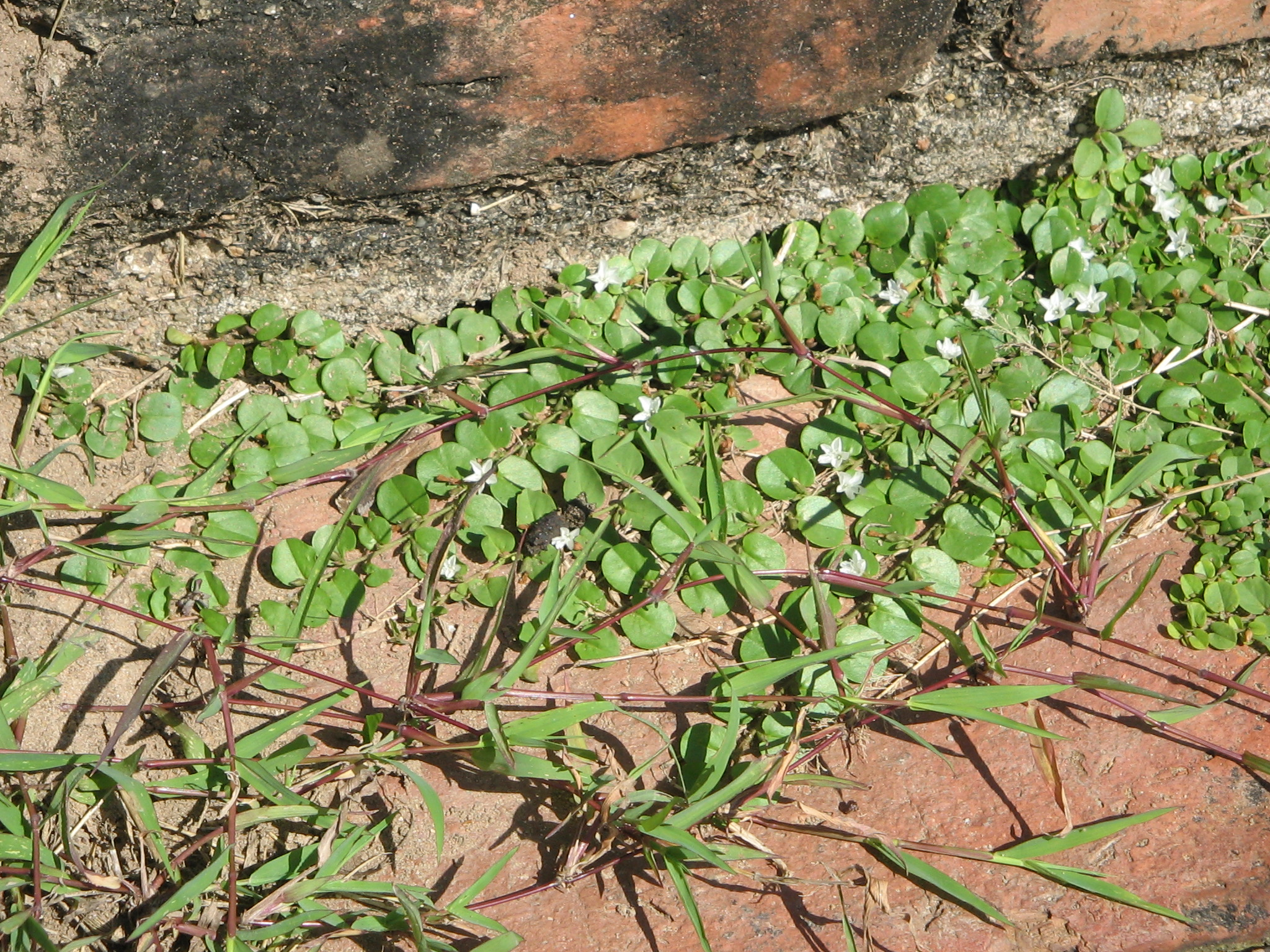
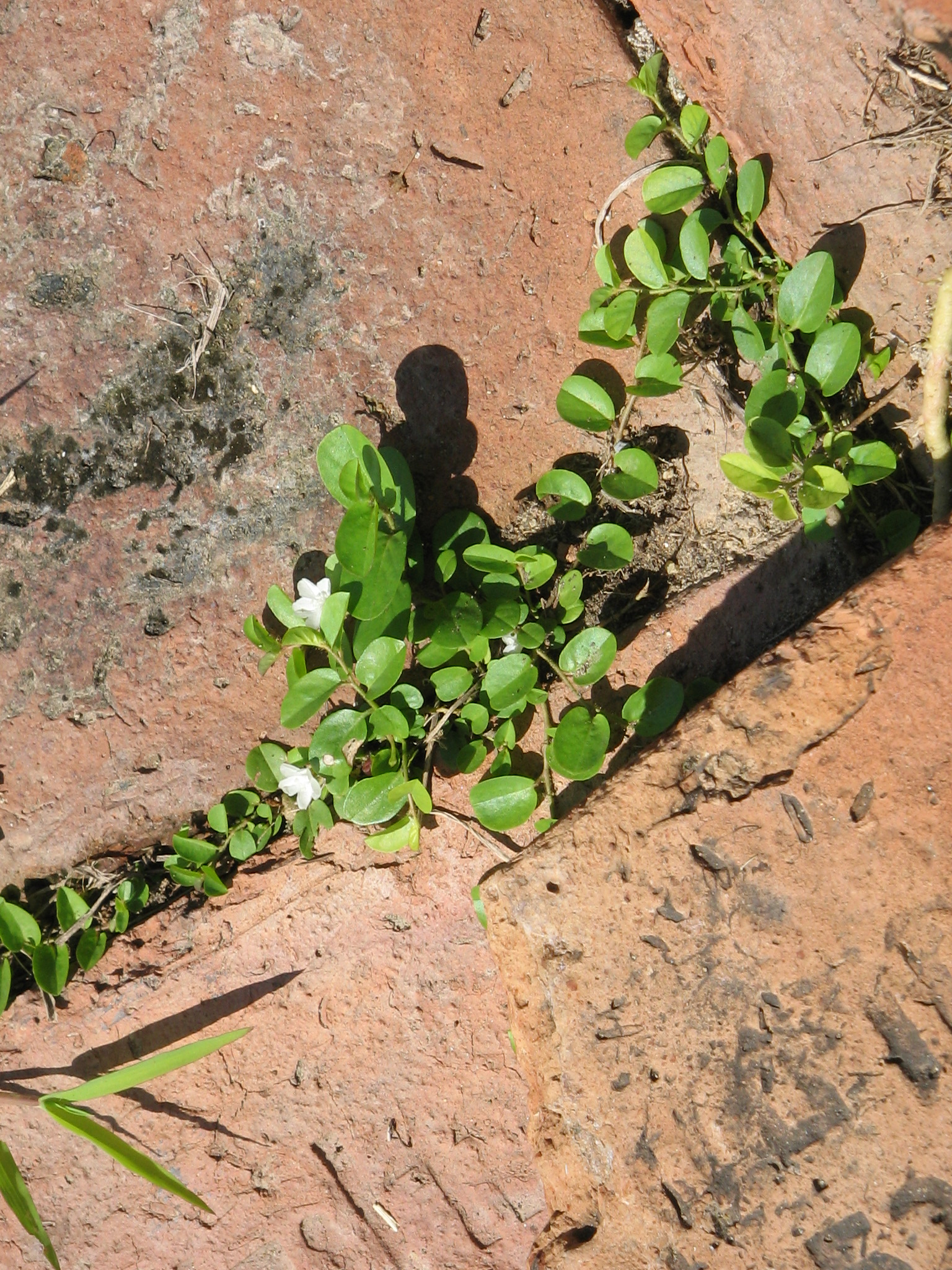
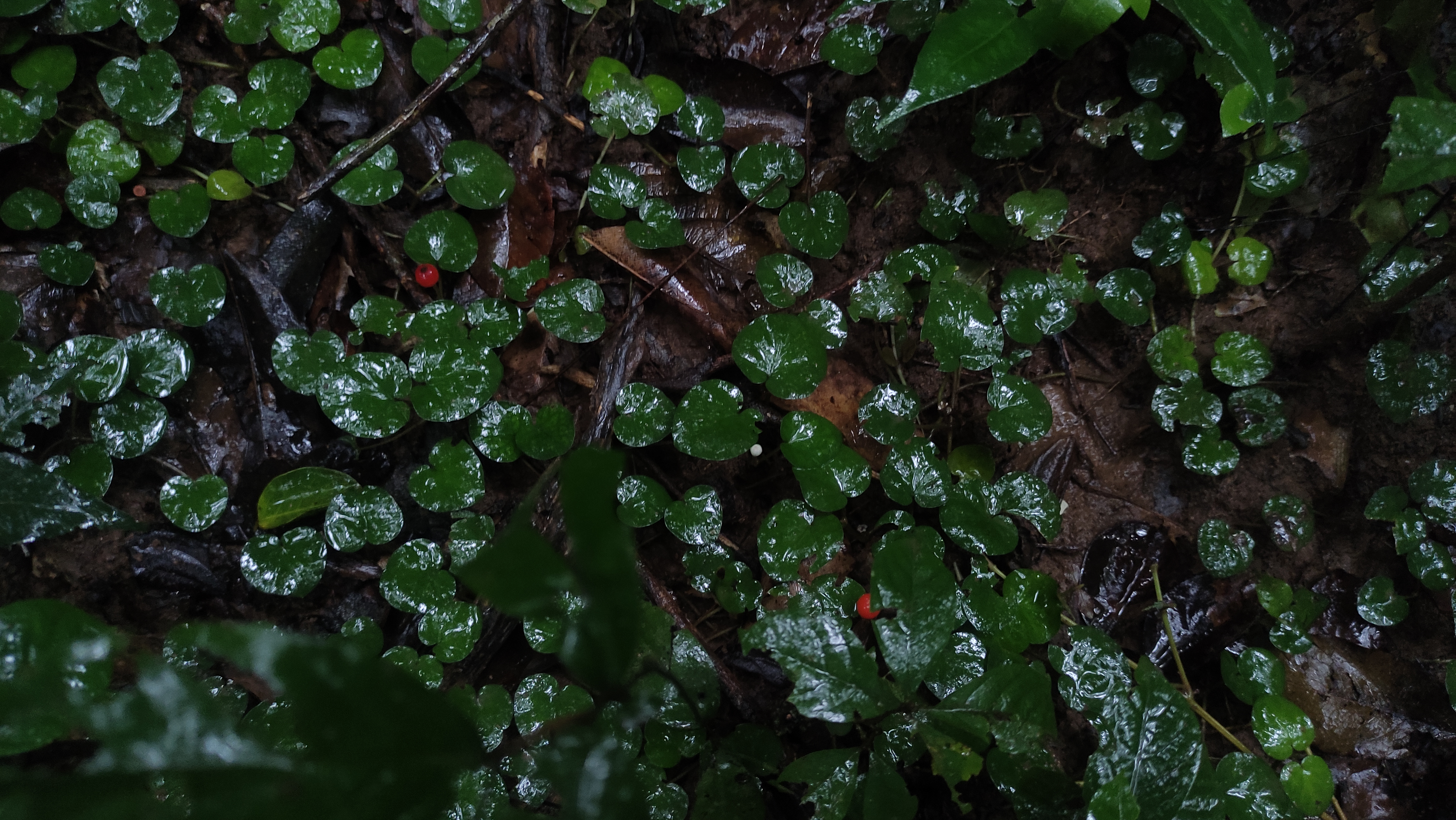